# Sugarcane Breeding Institute
Le Sugarcane Breeding Institute (SBI, institut de sélection de la canne à sucre) est un institut de recherche central situé à Coimbatore (Inde).
Il a été fondé en 1912 et est affilié au Conseil indien de la recherche agricole (ICAR). Il a été établi pour promouvoir les efforts de recherche en faveur de la production de canne à sucre. C'est l'unique centre de recherche sur la canne à sucre dans ce pays.

## Histoire
Le Sugarcane Breeding Institute a été créé par le Raj britannique en 1912.
L'institut a été établi comme une station de recherche su la canne à sucre rattachée au ministère de l'agriculture de la présidence de Madras, financé par le gouvernement britannique à cette époque.
En 1932, un nouveau centre a été établi à Karnal avec les fonds approuvés par le Conseil impérial de recherche agricole. En 1962, un nouveau centre de recherche a été créé à Cannanore pour abriter la collection mondiale de germoplasme de la canne à sucre.
L'institut s'est affilié au Conseil indien de la recherche agricole en 1969. En 1999, un nouveau centre de recherche est devenu opérationnel à Agali (Palakkad).

## Travaux
Les variétés de canne à sucre introduites par l'institut occupent plus de 90 % de la superficie totale cultivée en canne à sucre en Inde.
L'institut a été impliqué dans les premières recherches sur l'hybridation, première tentative pour améliorer les types de cannes subtropicaux. La première variété 'Co 205' a été créée en 1918 à partir d'espèces de canne à sucre sauvages Saccharum spontaneum et de Saccharum officinarum et a permis une amélioration de 50 % du rendement en cannes,.
Les variétés de canne introduites sur le marché ont été exportées vers Cuba et les États-Unis.
En 2012, l'institut a développé des variétés transgéniques de canne à sucre en recourant à de nouvelles technologies moléculaires.
En 2014, l'institut a produit des variétés de cannes à sucre énergétique  à teneur élevée en saccharose, qui peuvent être utilisées pour l'extraction commerciale de sucre et pour la production de biomasse-énergie.
En 2015, un nouveau dispositif de traitement a été mis au point, en collaboration avec l'Institut central de génie agricole, pour le traitement sous pression réduite des plants, ou cannes de plantation, afin de les protéger des maladies cryptogamiques.
L'institut a introduit sept nouvelles variétés de canne à sucre en 2015.
Chaque année, le Coimbatore District Small Industries Association (en) (CODISSIA) organise « Agri Intex », foire commerciale agricole destinée à promouvoir l'agriculture et les industries connexes en association avec le SBRI. La 15e édition a été organisée en 2015 et rassemblait des participants de plus de 10 pays,.